# 城をとる話
『城をとる話』（しろをとるはなし）は、司馬遼太郎の時代小説。「日本経済新聞」で1965年1月から7月まで連載後、同年10月に光文社で書籍化された。司馬没後の2002年に光文社文庫で再刊された。
司馬が石原裕次郎に依頼され書いた作品で、1965年3月6日公開の映画『城取り』の原作となった。

## あらすじ
1600年、会津若松城下に住む上杉景勝の家臣、中条佐内のもとを訪ねてくる者がいた。佐竹義宣の家臣、車藤左である。豊臣秀吉の死後、政権を巡り日本国中が沸騰している中、会津の北方である伊達領では、帝釈城が築かれようとしていた。藤左と佐内はこの城の乗っ取りを目指して伊達領へ向かう。その途中、山賊や巫女、商人を加えた一行は、帝釈城のある黒橋村に到着する。さまざまな工作を始める藤左であったが、それには多くの困難がつきまとう。

## 書誌情報
- 初刊
  - 司馬遼太郎『城をとる話』光文社〈カッパ・ノベルス〉、1965年。
- 文庫
  - 司馬遼太郎『城をとる話』光文社〈光文社文庫〉、2002年。ISBN 978-4334733995。